# Кузнецкий уезд (Томская губерния)
См. также: Кузнецкий округ (Томская губерния)
Кузнецкий уезд — административная единица в Томской губернии Российской империи и затем — РСФСР, существовавшая в 1618—1822 годах и в 1898—1924 годах. Уездный город — Кузнецк.

## История
Первоначально территория уезда ограничивала лишь верховьями реки Томь и бассейна Кондомы и Мрассу, населёнными родами телеутов, че(а)лканцев-лебединцев, абинцами, кумандинцами, итиберами (иттибер, чедыбер), елейцами (челей), юссами, тастарами, комдоши, кузенами и шорцами. Эти народности, а также двоеданцы телеуты-ойраты, платили ясак русскому царю с 1610-х гг. сначала в Томский уездный острог, затем, с конца 1629 года — в острог Кузнецкого уезда. К 1629 году территория расширилась за счёт включения некоторых алтайских племен. В конце XVII века в уезде кроме Кузнецка числился Верхтомский острог (основан около 1665 года) и 26 небольших селений. В 1703 году включены сагайцы и бельтыры., за счёт создания Бийского острога, создания Бийского уезда и освоения казаками территорий далее вглубь пространств дряхлеющей Джунгарии.
В 1629 году был образован Томский разряд, в состав которого помимо Томского вошли Енисейский, Кетский, Красноярский, Кузнецкий, Нарымский, Сургутский уезды.
С 1804 года Кузнецкий Острог и вновь образованный Кузнецкий уезд — в составе Томской губернии. Тогда же был принят герб уездного города Кузнецка: верхняя часть представляет собой герб Томской губернии: щит пересечён на зелень и золото, в зелени скачущий белый конь; в нижней части собственно кузнецкий символ: в золоте стоящая в поле натурального цвета кузница с орудиями кузнечного ремесла перед ней.[значимость факта?]
C 1822 года Кузнецкий уезд именовался как Кузнецкий округ.
В 1898 году, как и в целом по стране (в употреблении население так и продолжало употреблять всем понятное слово «уезд»), было восстановлено наименование «Кузнецкий уезд».
В период с 1904 по 1914 гг. основным доминирующим населением уезда стали русские, малые народы алтайцев приняли оседлый образ жизни, ассимилировались или мигрировали в улусы и аилы Горного Алтая.
11 июля 1918 года Томская губернская земская управа приняла постановление об образовании Щегловского уезда c 1 января 1919 года. За 3 месяца до этого, 21 апреля аналогичное решение было принято Совнаркомом РСФСР. В декабре 1919 года территория уезда занимается Красной Армией РСФСР и новая власть считает Кузнецкий уезд в прежних (до раздела) границах.
После Гражданской войны в 1921 году Сибревком начинает проводить в Сибири серию административных реформ. Вновь делится Кузнецкий уезд на две части: собственно Кузнецкий уезд с центром в Кузнецке и Кольчугинский уезд (Кольчугинский рудник и Щегловско-Кемеровские копи). Особенностью времени являлось то, что в части документации северную часть бывшего до 1917 года Кузнецкого уезда всё ещё продолжали с 1919 года именовать Щегловским уездом, вместо новоявленного Кольчугинского. В справочной литературе 1920 года также отсутствует упоминание Кольчугинского уезда, но указаны Щегловский и Кузнецкий уезды.
Постановлением ВЦИК от 27 октября 1924 года Кузнецкий и Щегловский уезды объединены в Кольчугинский уезд и таким образом состоялось приведение употребляемых названий к единому варианту. Де-факто бывший «дореволюционный» Кузнецкий уезд на полгода (с осени 1924 по май 1925) стал единым Кольчугинским уездом.
При территориально-административной реформе в мае 1925 года Томская, Енисейская, Омская и Алтайская губернии были включены в Сибирский край, уезды и волости в составе губерний были ликвидированы районированием (созданием районов). Кузнецкий уезд был ликвидирован с образованием на его территории ряда районов, самым крупным из которых и правопреемником бывшего уезда стал являться Кузнецкий (ныне — Новокузнецкий) район с площадью территории 33,9 тыс. км². Основная территория упразднённого уезда в целом составила [временную] промежуточную (между районным и краевым управлением) административную единицу — Кузнецкий округ Сибирского края. Окончательно округ (бывший уезд) упразднён в 1930 году.
Основное население в начале XX века — русские и др. славяне (92,3 %), шорцы, а также алтайцы, телеуты, казахи, литовцы, немцы, поляки, хакасы.

## Административное деление
В 1913 году уезд состоял из 12 волостей:
| - Бочатская — с. Бочатское, - Верхо-Томская — с. Усть-Искитимское (Искитимское, Щеглова), - Ельцовская — c. Ельцовское, - Ильинская — с. Ильинское, - Коуракская, — с. Коурак, - Касьминская — с. Брюхановское, - Кузнецкая — с. Христорождественское, ныне в составе Новокузнецка, - Мунгатская — с. Борисово, - Салаирская — с. Салаирский Рудник, - Тарасминская — с. Усть-Сосновское, - Уксунайская — с. Тогульское, - Яминская — с. Яминское. |

В 1920 году входили следующие волости: Бачатская, Верх-Кондомская, Ильинская, Караканская, Кара-Чумышская, Кольчугинская, Кондомская, Краснознаменская, Кузедеевская, Кузнецкая, Мрасская, Николаевская, Прокопьевская, Салаирская, Телеутская, Терентьевская, Томская, Урско-Бедаревская, Ускатская.
(Более полный список волостей уезда в начале XX века: Волости Томской губернии (Кузнецкий уезд))

### Территории уезда
- Александровская волость, Кузнецкий уезд (1913): не путать с одноимёнными волостями в других уездах Томской губернии: Барнаульском, Бийском, Змеиногорском, Томском, Нарымском, др.
- Алексеевская волость (она же — Подонинская волость, 1885), центр — село Подонино, Кузнецкий уезд (1885, 1913): не путать с одноимёнными волостями в других уездах Томской губернии: Барнаульском, Томском, Ново-Николаевском, др.
- Алчедатская волость, центр — село Алчедат, Мариинский уезд (1885); Кузнецкий уезд (1917).
- Барачинская волость, Кузнецкий/Щегловский уезд (1921).
- Бачатская волость (название писалось также как Бочатская волость), центр — село Бачаты, Кузнецкий уезд (1869, 1885, 1899, 1913).
- Бачатская укрупнённая волость (район), центр — село Бачаты, Кузнецкий уезд / Кольчугинский уезд (1923—1925).
- Больше-Ямская волость (Большеямская), Кузнецкий уезд (1921, 1923).
- Вагановская волость, Кузнецкий/Щегловский уезд (1921).
- Вассинская волость, центр — село Вассино, Кузнецкий уезд (1907, 1917), Новониколаевский уезд (1920—1922).
- Верхне-Кондомская волость, Кузнецкий уезд (1920).
- Вознесенская волость, центр — село Вознесенское, Кузнецкий уезд (1917).
- Вновь-Стрелинская волость (Вновь-Стрельниковская волость), Кузнецкий уезд (1916, 1924).
- Верхо-Томская волость, (Верхотомская волость) центр — село Искитимское (Усть-Искитимское), Кузнецкий уезд (1899, 1901, 1913).
- Гутовская волость, центр — село Гутовское, Кузнецкий уезд (1920, 1925).
- Дальне-Каргинская волость (Дальнекаргинская волость), Кузнецкий уезд (1899).
- Ельцовская волость, центр — село Ельцовское, Кузнецкий уезд (1913).
- Зарубинская волость, Кузнецкий/Щегловский уезд (1913, 1921, 1924).
- Ильинская волость, центр — село Ильинское, Кузнецкий уезд (1869, 1885, 1899, 1913).
- Караканская волость, Кузнецкий уезд (1917, 1920).
- Карачумышская волость, Кузнецкий уезд (1920—1924).
- Каслинская волость, Кузнецкий/Щегловский уезд (1921).
- Касьминская волость, центр — село Брюханово, Кузнецкий уезд (1885, 1913).
- Кауракская волость, центр — село Кауракское, Кузнецкий уезд (1913), Ново-Николаевский уезд (с 1920).
- Кемеровский Рудник (на правах отдельной волости), Кузнецкий/Щегловский уезд (1921).
- Кемеровская укрупнённая волость (район), центр — село Кемеровское, Кольчугинский уезд (1923—1925).
- Керецкая волость, Кузнецкий уезд (1899).
- Кольчугинская волость, Кузнецкий/Кольчугинский уезд (1917, 1920).
- Кондомская укрупнённая волость (район), центр — село Кондома (40 км западнее Таштагола), Кольчугинский уезд (1917, 1923—1925).
- Косьминская волость, Кузнецкий уезд (1917).
- Крапивинская укрупнённая волость (район), центр — село Крапивино (Крапивинское), Кузнецкий уезд (1920, 1923—1925).
- Краснинская укрупнённая волость (район), центр — село Красное, Кольчугинский уезд (1923—1925).
- Красно-Знаменская волость (Краснознаменская волость), Кузнецкий/Кольчугинский уезд (1920).
- Кузедеевская волость, Кузнецкий уезд (1920).
- Кузнецкая волость, центр — село Христорождественское (у пос. Кузнецк), Кузнецкий уезд (1885, 1899, 1913, 1917)
- Кузнецкая укрупнённая волость (район), центр — город Кузнецк, Кольчугинский уезд (1923—1925).
- Лебедевская волость, Кузнецкий/Щегловский уезд (1920).
- Ленинская укрупнённая волость (район), центр — пос. Ленино, Кольчугинский уезд (1923—1925).
- Мартыновская волость (образована в 1913 в составе Кузнецкого уезда, весной 1917 передана в состав Бийского уезда[12]).
- Морозовская волость, центр — село Морозовское, Кузнецкий уезд (1917, 1920).
- Мрасская волость, Кузнецкий уезд (1917).
- Мунгатская волость, центр — село Борисово, Кузнецкий уезд (XVII век, 1885, 1899, 1913).
- Николаевская волость, Кузнецкий уезд (1917, 1920): не путать с одноимёнными волостями Томской губернии в Барнаульском, Змеиногорском и Томском уездах.
- Покровская волость, Кузнецкий уезд (1917): не путать с одноимёнными волостями в других уездах Томской губернии: Барнаульском, Бийском, Змеиногорском, Каинском.
- Поцовическая волость, Кузнецкий уезд (1914).
- Прокопьевская укрупнённая волость (район), центр — пос. Прокопьевка, Кольчугинский уезд (1917, 1923—1925).
- Салаирская волость, центр — пос. Салаирский Рудник (Салаирка), Кузнецкий уезд (1869, 1899, 1913).
- Саланровская волость, Кузнецкий/Кольчугинский уезд (1920).
- Сары-Чумышская волость, Кузнецкий уезд (1917).
- Смолинская волость, Кузнецкий/Щегловский уезд (1921).
- Тарсминская волость (писали также: Тарсьминская волость и Тарасминская волость), центр — село Усть-Сосновское, Кузнецкий уезд (1885, 1893, 1899, 1913).
- Телеутская волость, Томский уезд (1915); Кузнецкий/Кольчугинский уезд (1920—1924).
- Тисковская волость, Кузнецкий/Щегловский уезд (1921).
- Томская волость, Кузнецкий уезд (1915, 1920).В ежегоднике «Памятная книжка Томской губернии на 1915 год» в «Справочном разделе» упоминаются отдельно 2 одноимённые волости: Томская волость Кузнецкого уезда и Томская волость Томского уезда.
- Топкинская укрупнённая волость (район), центр — село Топки, Кольчугинский уезд (1923—1925).
- Уксунайская волость, центр — село Тогульское, Кузнецкий уезд (1885, 1899, 1913).
- Урско-Бедаревская волость, центр — пос. Салаирский Рудник (Салаирка), Кузнецкий уезд (1920).
- Ускатская волость, Кузнецкий уезд (1920).
- Усть-Сосновская укрупнённая волость (район), центр — село Усть-Сосново, Кольчугинский уезд (1923—1925).
- Химический Завод (на правах отдельной волости), Кузнецкий/Щегловский уезд (1921).
- Щегловская укрупнённая волость (район), центр — город Щегловск (ныне — Кемерово), Кольчугинский уезд (1923—1925).
- Яминская волость, центр — село Яминское, Кузнецкий уезд (1804, 1899, 1913).

## Крупнейшие населённые пункты
(те, где данные составлял на 1920 год более 1000 человек)
- Артыштинское — 1116
- Бачат — 2459
- Ильинское — 1368
- Караканы — 1474
- Коновалово — 1124
- Пермяково — 1071
- Ояшово — 1365
- Уранское — 1196
- Байкаим — 1005
- Кольчугино — 2038
- Кузедеево — 1136
- Калачево — 1024
- Менчерет — 1049
- Старопестерево — 1059
- Сартаково — 1595
- Лучшево — 1004
- Прокопьевское — 1670
- Черкасово — 1221
- Гаврилова — 1442
- Салаирский рудник — 2175
- Соколово — 1404
- Терентьевская — 1954
- Урско-бедарево — 1974
- Бурлаково — 1064
- Карагайла — 1150
- Кузнецк — 4548
- Томское
- Кольчугинский рудник — 5493 (в том числе — Щегловск)
- Гурьевский завод — 3098
- Яминское — 526 (1897)
- Тогульское — 501 (1897)
- Ельцовское — 361 (1897)